# Фрайермут, Рико
Рико Фрайермут (нем. Rico Freiermuth, 1 января 1958, Листаль, Базель-Ланд) — швейцарский бобслеист, разгоняющий, выступавший за сборную Швейцарии в 1980-е годы. Бронзовый призёр зимних Олимпийских игр 1984 года в Сараево, чемпион Европы и мира.

## Биография
Рико Фрайермут родился 1 января 1958 года в городе Листаль, кантон Базель-Ланд. Активно заниматься бобслеем начал в 1981 году, присоединился в качестве разгоняющего к национальной сборной Швейцарии и вскоре стал полноправным членом команды. На чемпионате мира 1982 года в швейцарском Санкт-Морице финишировал первым в программе четырёхместных экипажей, завоевав золотую медаль. В 1983 году занял третье место на чемпионате Европы, прошедшем в Югославии. В следующем году на соревнованиях в австрийском Игльсе уже взял золото и удостоился звания чемпиона Европы.
Благодаря череде удачных выступлений в 1984 году Фрайермут отправился защищать честь страны на Олимпийские игры в Сараево, где в составе команды, куда также вошли пилот Сильвио Джобеллина с разгоняющими Хайнцем Штетлером и Урсом Зальцманом, завоевал бронзовую медаль. Кроме того, принимал участие в состязаниях двухместных экипажей в паре с пилотом Ральфом Пихлером, но финишировал лишь шестым. В 1985 году пополнил медальную коллекцию ещё одним золотом европейского достоинства и выиграл бронзу по итогам всех заездов на чемпионате мира в итальянской Червинии.
Продолжал выступать на высоком уровне вплоть до конца 1980-х годов, но уже менее успешно. Не сумев составить конкуренцию молодым швейцарским бобслеистам, возрастной Рико Фрайермут принял решение завершить карьеру профессионального спортсмена.